# Marie Under
Marie Under, född 27 mars 1883 i Tallinn, Guvernementet Estland, Kejsardömet Ryssland, död 25 september 1980 i Stockholm, var en estnisk poet som flydde undan sovjetockupationen till Sverige 1944. Hon gav ut 13 diktsamlingar och blev en av de mest inflytelserika och mytomspunna estniska diktarna genom tiderna. Flera gånger nominerades hon till Nobelpriset i litteratur men hon fick det aldrig. I Sverige levde hon helt bortglömd av övriga samhället i Mälarhöjden. Hon återvände aldrig till sitt hemland och hennes dikter var länge helt förbjudna i sovjetrepubliken Estland. Under var åren 1902–1924 gift med bokhållaren Carl Hacker, och i sitt andra äktenskap, åren 1924–1977, med den estländske poeten Artur Adson.

## Bakgrund

### Uppväxt
Under föddes 1883 i Reval – tidigare namn för Tallinn i guvernementet Estland – som dotter till läraren Friedrich "Priidu" Under (1843–1930) från Dagö och Leena, född Kerner (1854–1934). Hon lärde sig att läsa tidigt; vid fyra års ålder. Hon började läsa på både estniska och tyska. Goethe och Schiller var bland de första poeterna som hon hade möjlighet att bekanta sig med. Hon gick i en tyskspråkig flickskola, och lärde sig där även franska och ryska. Efter skoltiden fick hon anställning som barnfröken hos familjen von Stackelberg på godset Kreuzhof – Risti herrgård. Vid sidan av studier gjorde hon sina första försök att skriva poesi, dock på tyska. Estniska var vid den tiden ett språk som användes hemma och i finare skolor lärde man sig ingen estniska alls.  

### Ungdom, tidigt diktande

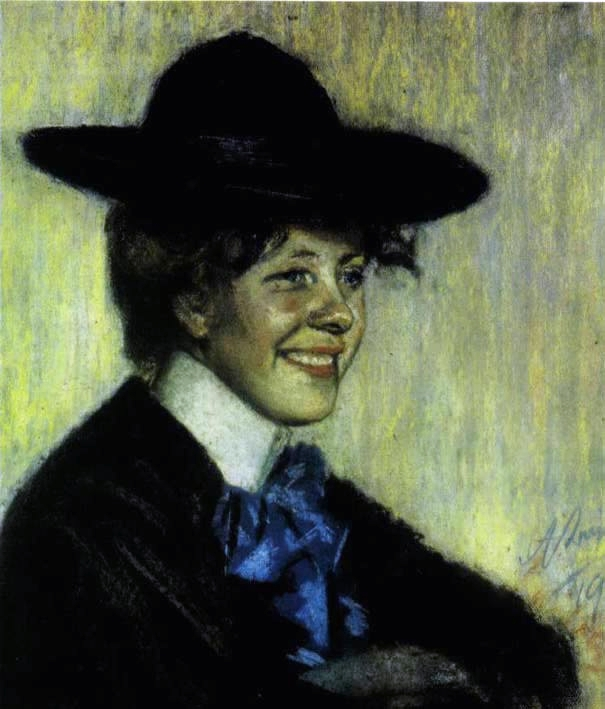
Marie Under (1904) av Ants Laikmaa.

1901–1902 fick hon arbete vid en liberal estnisk dagstidning, Teataja. Där mötte hon flera av dåtidens aktiva och framåtsträvande kulturpersonligheter: Konstantin Päts som senare blev politiker och Estlands president, författaren Eduard Vilde och Ants Laikmaa, en av den kanske mest västinspirerade konstnärerna i Estland då. Den unga poeten var arton år när hon först kom i kontakt med ett levande estniskt kulturliv, det var då hon började dikta på estniska. Men den frihet som arbetslivet gav den unga kvinnan var kortlivad, 1902 gifte hon sig med bokhållaren Carl Hacker. Paret flyttade till Kutjino, en förort till Moskva. Hon fick snabbt två barn. Det var 1905 års revolution i Ryssland som väckte frihetstankar i Estland och även hos henne. Hennes dikter publicerades anonymt i estniska tidningar och i det första manifestliknande litteratur-albumet "Ung-Estland" (Noor-Eesti) 1905. I Estland betraktas den samlingen av texter som vändpunkten och början av den estniska moderna kulturepoken.

## Siurus prinsessa

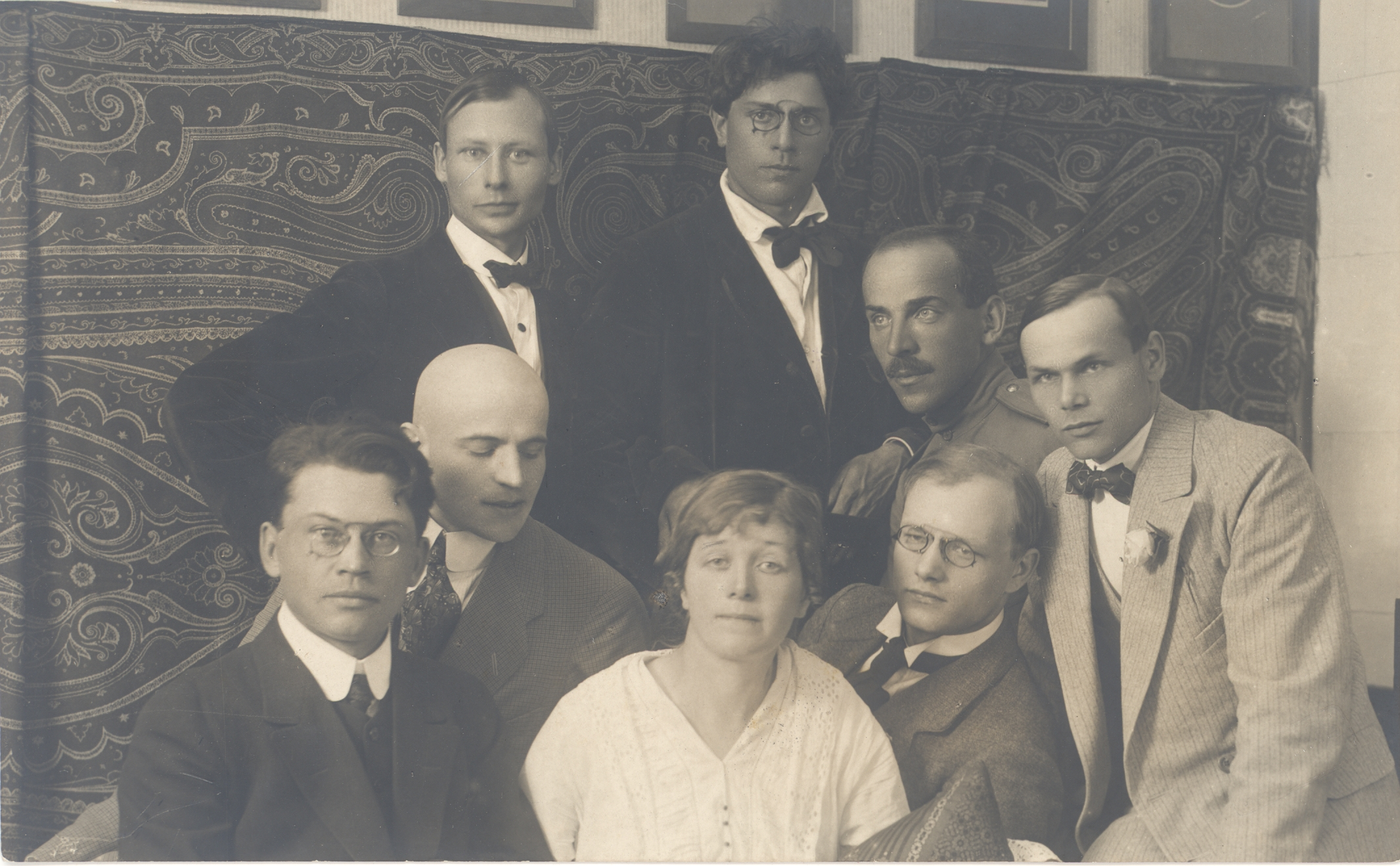
Medlemmar i Siuru, 1917. Från vänster: August Gailit, Henrik Visnapuu, Johannes Semper, Artur Adson, Marie Under och Friedebert Tuglas.

Under återvände 1906 till Tallinn och började översätta sina tyska dikter till estniska på inrådan av konstnären Ants Laikmaa. 1913 lärde hon känna poeten Artur Adson och bestämde sig för att lämna sin make. Relationen med Adson inspirerade henne, dessutom gav han henne utrymme att arbeta. Adson blev en källa till hennes modiga och helt unika erotiska dikter. 1917 grundade paret tillsammans med några andra då fortfarande okända diktare och författare "Siuru"-sällskapet, influerat av symbolismen.  Siuru är en mytisk fågel i nationaleposet Kalevipoeg. Samma år reste de på en turné i Estland. Hon var då fortfarande officiellt gift med Hacker. Det var när första världskriget och revolutionen pågick i Ryssland som Under gav ut sin första diktsamling "Sonetid" (1917). Samlingen är på estniska och skapade starka reaktioner, dessutom blev den mycket populär. Under får smeknamnet Siurus prinsessa och skrivandet blir hennes fulltidssysselsättning framöver.
I februari 1918 förklarades Estland självständigt, men snart började ett nytt krig. Nu skulle det fria Estland försvaras mot det bolsjevikiska Ryssland och balttyska Landeswehr, och först 1920 blev det fred. Innan dess hade Under hunnit att ge ut tre nya diktsamlingar. Artur Adsons kärleksfulla omsorg och ett statligt stipendium gav henne friheten att ägna sig åt diktning. År 1924 skilde sig Under från Hacker och gifte sig med Artur Adson. Då hade hon hunnit att ge ut fem diktsamlingar och bli en av de mest kända estniska diktarna genom tiderna. Paret Adson levde tillbakadraget, hon ville inte vistas i offentligheten. De hade gjort flera resor i Europa: 1921–1923 till Tyskland, 1926 till Paris, senare till Polen, Tjeckoslovakien, Österrike, Ungern, Italien, Holland. Paret hittade ett hem i ett lugnt villaområde nära Tallinn, Nõmme. Somrarna vistades hon vid kusten, men aldrig vid stora kurorter. Hon blev hedersledamot av internationella Pen-klubben och fick många olika litteraturpriser, och hennes dikter översattes till flera andra språk.
Idyllen tog abrupt slut när Estland ockuperades av Sovjetunionen, och repressalier blev vardag i Estland. Människor försvann utan rättegångar, 1941 togs tiotusentals till fånga och skickades till Sibirien. Därpå kom ockupationen under Nazi-Tyskland, med nya avrättningar och koncentrationsläger. När tyskarna lämnade Estland 1944 och sovjetarmén närmade sig igen, erbjöds Marie Under, så som många andra framstående personer, en möjlighet att fly.

## Flykten till Sverige
Den 20 september 1944 lämnar Marie Under Tallinn tillsammans med Artur Adson för att aldrig mer få återse sitt hemland. Den 29 september placerades hon på Sigtuna flyktingläger, där hon i tre månader fick dela rum med 11 andra människor. Mitt i allt detta försöker hon att återskapa en dikt som hon har förlorat. Det var förödande, hon led av sömnsvårigheter och fick äta sömntabletter, ibland flera gången om natten. Vid jultiden fick hon och Artur Adson ett eget rum. Adson beskriver rummet i sin dagbok som en "tändsticksask". Rummet var lika långt som en säng, Det var bara plats för två sängar vid vardera väggen och en meter golvyta emellan dem. Hösten var vacker och det blev långa promenader i Sigtuna vid Mälaren.

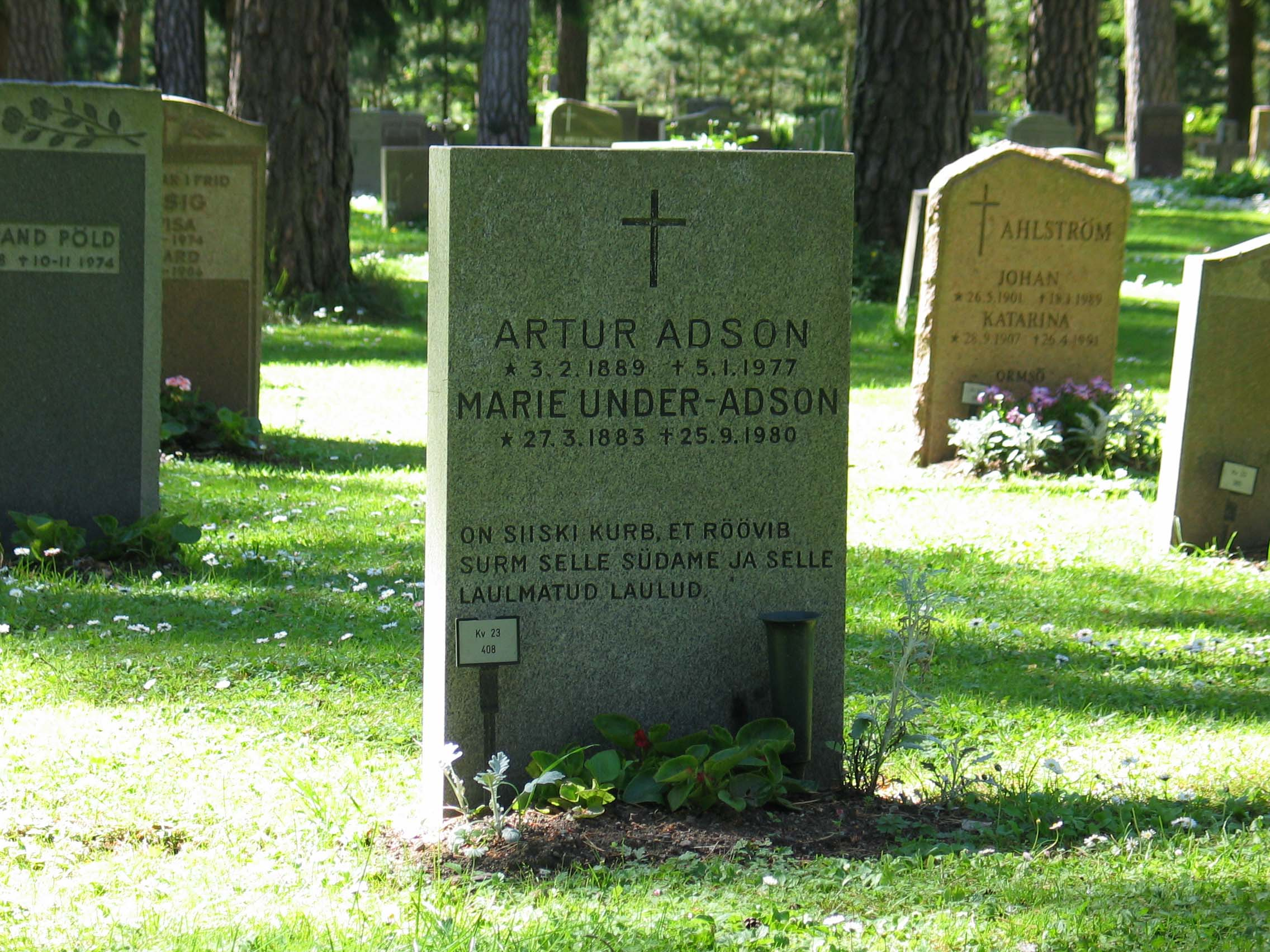
Marie Under-Adsons och Artur Adsons gravsten i 23 kvarter på Skogskyrkogården i Stockholm, 20 juni 2010

Våren kom och nu skulle hela lägret flyttas ännu en gång. När paret tillsammans med andra flyktingar var placerat i Gränna flyktingläger fick Under veta att professor Wieselgren hade ställt upp hennes kandidatur till Nobelpriset i litteratur, med ett urval av dikter översatta av Ants Oras. Det blev inget Nobelpris, men nu fick hon åtminstone ett stort hotellrum med två separata rum och stora fönster mot trädgården i ett gammaldags hotell, Ribbargården. Hon fortsatte sitt arbete och började skriva nya dikter. Estniska flyktingar omslöt henne med kärlek och uppmärksamhet på hennes födelsedagar. 
Artur Adson fick en tjänst på arkivet vid Drottningholms teatermuseum. Efter ett år i olika flyktingläger flyttade paret till Mälarhöjden, Klubbacken 59 III, där Marie Under bodde och diktade resten av sitt liv fram till 1980. Då svek hennes hälsa och hon flyttades över till ett vårdhem. Den 25 september 1980 avled Marie Under i Stockholm utan att någonsin ha kunnat återvända till sitt hemland igen. Marie Under begravdes på Skogskyrkogården i Stockholm.
Marie Unders livsverk består av 13 diktsamlingar, var av 3 i Sverige (1 postum) och ett stort antal översättningar från flera språk. Det var en sorgens dag för den estniska minoriteten i Sverige, hela estniska diasporan, utspridd i västvärlden och till Sovjet Estland. I Sverige blev hon inte erkänd som en stor diktare trots olika försök att introducera hennes verk på svenska. Ivar Grünthal, Ilmar Laaban, Sylvia Airik-Priuhka och Enel Melberg har gjort översättningar av hennes dikter till svenska. På andra sidan av järnridån blev Unders dikter länge förbjudna, efter årtionden ändrades dock den politiken och hennes samlingar gavs ut på nytt, inte i sin helhet och utan hennes tillåtelse.  
2004 sattes det upp en minnestavla i huset Klubbacken 59, Hägersten där paret Under-Adson bodde. 
I juni 2016 flyttades hennes kvarlevor till Tallinn. 

### Diktsamlingar
- 1917 – "Sonetid". Dikter 1912–1917;
- 1918 – "Eelõitseng". Dikter 1904–1913;
- 1918 – "Sinine puri". Dikter 1917–1918;
- 1920 – "Verivalla". Dikter 1919–1920;
- 1923 – "Pärisosa". Dikter 1920–1922;
- 1927 – "Hääl varjust". Dikter 1923–1927;
- 1928 – "Rõõm ühest ilusast päevast". Dikter 1923–1927;
- 1929 – "Õnnevarjutus". Ballader 1927–1929;
- 1930 – "Lageda taeva all". Dikter 1927–1930;
- 1935 – "Kivi südamelt". Dikter 1930–1935;
- 1942 – "Mureliku suuga". Dikter 1935–1942;
- 1954 – "Sädemed tuhas". Dikter 1943–1954;
- 1963 – "Ääremail". 8 nya egna dikter och 36 överättningar; (Stockholm)
- 1981 – "Mu süda laulab".

### Senare samlingar och urval
- „Ja liha sai sõnaks“ (urval från 10 samlingar). Hando Mugasto illustrationer. Eesti Kirjastuse Kooperatiiv, Tartu 1936, 366 s.
- Kogutud teosed, I köide (Eelõitseng; Sonetid; Sinine puri; Rõõm ühest ilusast päevast). Noor-Eesti Kirjastus, Tartu 1940.
- Kogutud teosed, II köide (Verivalla; Pärisosa; Hääl varjust ), 1940.
- Kogutud teosed, III köide (Õnnevarjutus; Lageda taeva all; Kivi südamelt). Sammanfattning: Ants Oras, 1940.
- „Sõnasild” (luulevalimik). Eesti Kirjastus Orto, Vadstena 1945, 222 s.
- „Südamik” (valik luuletusi ja ballaade 1917–1957). Inledning: Aleksis Rannit. Ülemaailmne Eesti Kirjanduse Selts: New York; Vaba Eesti, Stockholm, 1957, 250 s
- „Kogutud luuletused” (samlade dikter redigerad av Marie Under själv). Inledning: Ants Oras. Vaba Eesti, Stockholm 1958, 523 s.
- “Valitud luuletused”. Sammansatt av Paul Rummo; illustrationer av Hando Mugasto. Eesti Riiklik Kirjastus, Tallinn 1958, 280 s.
- “Kolmteist ballaadi”. LR 1963, no 10.
- „Uneretk” (urval från “Sädemed tuhas” och “Ääremail”). LR 1968, no 13.
- „Mu süda laulab“ (dikter från 13 samlingar). Sammansatt av Paul Rummo, sammanfattning: Erna Siirak. Illustrationer av Vive Tolli. Eesti Raamat, Tallinn 1981; 2. utgåva 1984.
- [Dikter]. Sari Väike luuleraamat. Sammansatt Ellen Niit. Eesti Raamat, Tallinn 1987.
- „Mureliku suuga; Sädemed tuhas; Ääremail“. Redigerat och sammanfattat Georg Grünberg. Eesti Raamat, Tallinn 1998.
- „Õnnevarjutus” (balladsamling). 2. utgåva. Redigerat och sammanfattat Arne Merilai. Tänapäev, Tallinn 2000; 3. utgåva 2003.
- „Under armastusest” (dikter och fragmenter ur brev). Vald och sammanfattat av Sirje Olesk. Tänapäev 2002.
- „Lauluga ristitud”. Tänapäev 2006, 588 s.
- „Laternaks mu enda süda”. Sammansatt av Viiu Härm, Tänapäev 2006, 91 s.

### Brevväxlingar
- Ivar Ivask, "Marie Underi kirju" – Keel ja Kirjandus 1990, no 7, s 422–429.
- Rutt Hinrikus, “Printsess ja kaanekukk” (Marie Unders relation med Ants Laikmaa + Unders blev) – Looming 1997, no 8, s 1098–1122.
- Eduard Vilde kirjad Marie Underile – Looming 2006, no 5, s 744–754; s 755–761 även Sirje Kiins artikel „Vilde ja Under“.
- „Under ja Tuglas" (Marie Unders och Friedebert Tuglas brevväxling). Sammansatt av Rutt Hinrikus. Tänapäev, Tallinn 2006, 208 s.

## Översättningar till svenska
- Vigilia: dikter (i urval och tolkning av Ivar Grünthal och Ilmar Laaban och med förord av Johannes Edfelt) (Wahlström & Widstrand, 1963)
- Himlafärd (översättning Sylvia Airik-Priuhka) (Estniska EMP-förlaget, 1963)
- Eftersken: dikter och ballader (i översättning av Silvia Airik-Priuhka och med förord av Bo Setterlind) ([Eesti kultuuri koondis [Estniska kultursamfundet], 1988)
- En stjärna föll: dikter = Langes üks täht (i urval och tolkning av Silvia Airik-Priuhka) (Ny Norden, 2007) [tvåspråkig utgåva]
- Gnistor i askan (inledning och översättning Enel Melberg) (Ellerström, 2007)